# Gormogons
L'Antiga i Noble Ordre dels Gormogons (Ancient Noble Order of the Gormogons) era una societat secreta britànica del segle xviii, la finalitat de la qual era burlar-se de la maçoneria.

## Historicitat
Parodiant l'antiguitat salomònica a la que la maçoneria regular fa remuntar el seu origen, l'ordre va fer remuntar la seva als primers emperadors de la Xina.
L'ordre va ser acusada de jacobinisme. El primer gran mestre va ser nomenat «Oecumenical Volgi», i era Andrew Michael Ramsay d'Escòcia, un jacobita.
L'origen de la paraula "Gormogon", segons The 1811 Dictionary of the Vulgar Tongue, seria la d'un "monstre amb 6 ulls, 3 boques, 4 braços, 8 cames (5 d'un costat i 3 de l'altre), i una vagina a l'esquena ".